# Dème d'Argostóli
Le dème d'Argostóli, en grec moderne : Δήμος Αργοστολίου / Dímos Argostolíou, est un dème de la périphérie des îles Ioniennes, situé sur l'île de Céphalonie, en Grèce. Il est créé, en 2019, par le programme Clisthène I, qui supprime le dème de Céphalonie.
Le dème comprend les anciennes municipalités (programme Kapodistrias) d'Argostóli et de Kráni. Il s'étend sur une superficie totale de 151,6 km2 et comptait, selon le recensement de 2011, 13 237 habitants.
Son siège est la ville d'Argostóli.